# Działo bezodrzutowe Davisa
Działo bezodrzutowe Davisa – pierwsze praktyczne i wykorzystane bojowo działo bezodrzutowe, testowane i kilkukrotnie używane przez samoloty brytyjskie w czasie I wojny światowej.

## Historia i zastosowanie

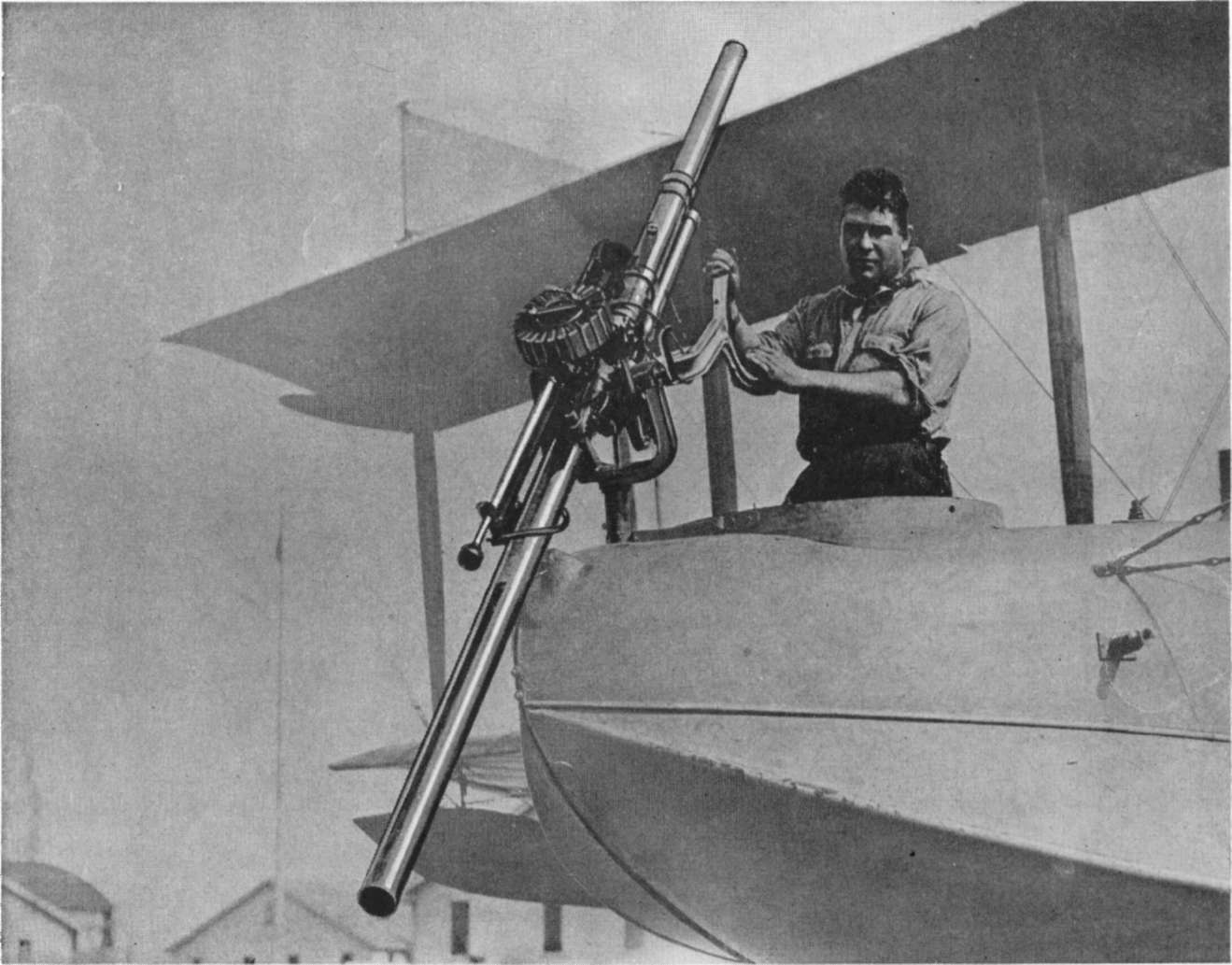
Działo Davisa na samolocie Curtiss HS. Na lufie zamontowany karabin maszynowy Lewis, służący do wstrzeliwania

Broń opracował komandor porucznik US Navy Cleland Davis  w 1910 roku; w 1914 roku General Ordnance Co. rozpoczęła produkcję małoseryjną dla marynarki amerykańskiej. Działem zainteresowała się Admiralicja brytyjska – po pierwszych testach w roku 1914, w następnym roku zakupiła 11 dział (jedno dwufuntowe, reszta sześciofuntowe) do dalszych prób; w październiku tego roku zamówienie powiększono o dalsze 293 sztuki, w tym jedno 12- i jedno 50-funtowe. Testy wykazały, że działa miały zasięg do 7300-9100 m (skuteczny do 1800 m), prędkość wylotową ok. 910 m/s i dużą siłę niszczącą granatów. Przewidywano ich użycie przeciw takim celom naziemnym jak pociągi, składy amunicyjne i budynki; sterowcom (w tym celu testowano specjalny 12-funtowy pocisk zapalający) i okrętom podwodnym.
Pierwszym samolotem, na którym testowano działa Davisa był Short S.81; prowadzono też próby na Short 310 i RAF B.E.12 (skierowane w górę, do użycia przeciw sterowcom), a także na Felixstowe Porte Baby. Mimo tego, że entuzjastyczne opinie o testach prowadzonych w 1914 roku drukowała prasa lotnicza, Royal Flying Corps przez dłuższy czas nie zdawał sobie spraw z prac Admiralicji i dopiero w 1916 roku pozyskał 6-funtowe działo zamontowane na Royal Aircraft Factory B.E.2c (z możliwością strzelania pod kątem 45° w górę lub w dół). Testy wykazały, że mimo pokrycia burty samolotu blachą, tylny podmuch mógł być niebezpieczny dla maszyny; niemniej próby uznano za udane. Do zwalczania sterowców zaprojektowano kilka maszyn uzbrojonych w tę broń: przedsiębiorstwo Pemberton-Billing zbudowało prototypowy czteropłat PB-29 z 1915 roku i PB-31 z roku 1917, który miał się charakteryzować niezmiernie długim czasem patrolowania; obie maszyny były nieudane, podobnie jak i Robey Peters R.R.F.25, z dwiema gondolami dla strzelców z działami Davisa. Admiralicja rozważała też wprowadzenie tych dział na wyposażenie kutrów motorowych i wozów pancernych. 
Ze względu na znaczną masę broni, podjęto próby instalowania jej na wielkich bombowcach Handley Page O/100 w 1917 roku, montując wersje sześciofuntowe na kilku maszynach 6. i 7. dywizjonu RNAS. Okazało się jednak, że podmuch z nich uszkadza górne płaty samolotów, co spowodowało konieczność zmiany montażu i zmianę kształtu skrzydła. Działa nie okazały się jednak szczególnie skuteczne i w 1918 roku z nich zrezygnowano. Podjęto też próbę zainstalowania wersji dwufuntowej na lekkim bombowcu Airco DH.4. W Mezopotamii w 1918 roku użyto Royal Aircraft Factory R.E.8 z takim działem do atakowania celów naziemnych.
Po wojnie Admiralicja zarzuciła użycie dział Davisa w roku 1919 stwierdzając, że ograniczenia wywołane tylnym podmuchem uniemożliwiają montaż dający sensownie szerokie pole ostrzału; Amerykanie postąpili podobnie w 1921 roku. Idea montażu dział bezodrzutowych na samolotach odżyła w czasie II wojny światowej w postaci niemieckich dział Gerät 104 i Jägerfaust.

## Konstrukcja

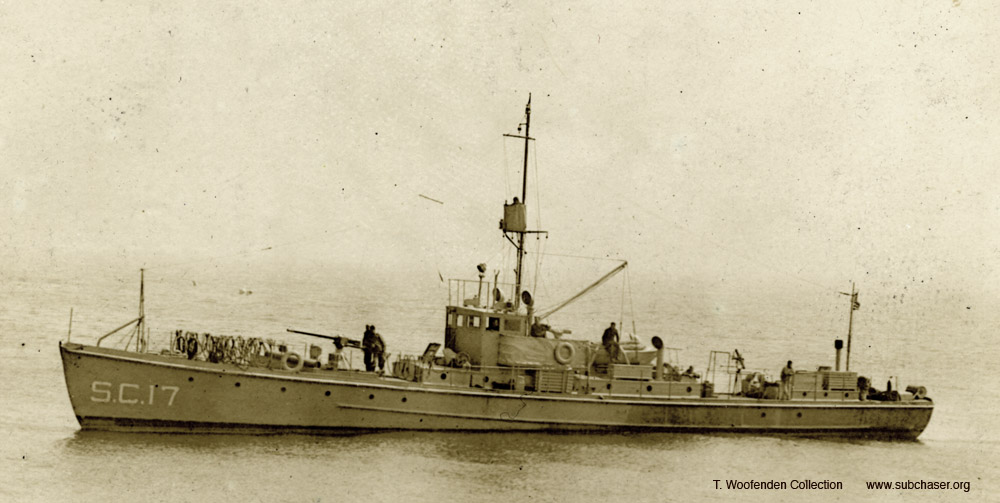
Działo Davisa na amerykańskim kutrze patrolowym

Działo Davisa działało na zasadzie minimalizowania odrzutu przez wyrzucenie do tyłu ładunku równoważącego – śrutu ołowianego (w przypadku działa 6-funtowego było to 25 funtów śrutu zmieszanego z 0,6 funta wazeliny). Broń składała się z dwóch części o równej długości. Jedna stanowiła właściwą lufę, z komorą nabojową i częścią gwintowaną; druga była dyszą służącą odprowadzeniu podmuchu i ładunku równoważącego. Aby załadować, działo należało odryglować, odciągnąć tylną część i odchylić w bok, równolegle do osi lufy; następnie usunąć łuskę wystrzelonego naboju i wprowadzić nowy. Ze względu na obecność ładunku równoważącego z tyłu, spłonka w nabojach do tych dział umieszczona była z boku łuski, a odpalana była elektrycznie
Zaletą dział Davisa był niewielki odrzut, dzięki czemu można było montować je na lekkich i prostych podstawach. Do wad zaliczała się znaczna długość, niska szybkostrzelność i duża waga i długość nabojów.

### Dane techniczne dział Davisa
| Wagomiar  | Kaliber | Nabój       | Waga broni        | Waga montażu | Długość całkowita | Długość gwintowanej części lufy | Naboje do dział Davisa |
| --------- | ------- | ----------- | ----------------- | ------------ | ----------------- | ------------------------------- | ---------------------- |
| 3 funty   | 40 mm   | 23 × 378 mm | 24 kg lub 20,5 kg | 9 kg         | 213 cm            | 94 cm                           |                        |
| 6 funtów  | 57 mm   | 57 × 390 mm | 76 kg             | 18 kg        | 305 cm            | 137 cm                          |                        |
| 12 funtów | 76 mm   | 76 × 535 mm | 119 kg            | 27 kg        | 305 cm            | 137 cm                          |                        |